# F903i
FOMA F903i（フォーマ・エフ きゅう まる さん アイ）は、富士通が開発した、NTTドコモの第三世代携帯電話 (FOMA) 端末製品である。

## 概要
富士通の携帯電話として初めて、ディスプレイ部分が左右に90度スイングするスイングスタイルボディを採用。回転させる事で機能を切り替えることができる。富士通ではこれをヨコモーションと名付けている。サブディスプレイは設けていないが、閉じたままでもディスプレイをスイングすることができ、日付や時刻などが確認できるちょこモーション機能で補っている。この端末のボタンは赤色に光る。
今までの富士通製端末と同様に指紋による認証もできる。
外部メモリーカードは新しくmicroSDメモリーカードを採用し、2GBまで対応。搭載されるカメラは320万画素CMOSイメージセンサ。テレビ電話用のサブカメラはCMOS約11万画素。
FOMA 903i シリーズ共通の機能として、着うたフル、GPS、メガiアプリ、iC通信（ICカードによる通信）、3Gローミング (WORLD WING) に対応した。
F903iではWindows Media Audio (WMA) 形式の音楽ファイルの再生に対応し、またデジタル著作権管理 (DRM) へのサポートからNapsterなど有料音楽配信サイトの利用もできる。このサービスを利用するにあたり、付属のUSBケーブル、Windows XPおよびWindows Vista対応のパソコン、Windows Media Player 10以上、もしくはWinamp5以上が必要となる。2007年12月31日まで、Napsterを2週間無料で使えるキャンペーンを行っていた。
iアプリは「ゼンリン地図+ナビF」、「Gガイド番組表リモコン」、「デコメ絵文字ポケット」、「ケータイクレジットiD」、「DCMXクレジットアプリ」、「東北大学川島隆太教授監修 ケータイ脳力ストレッチング」、「A列車で行こう for F」、「ZOOKEEPER DX」、「ロジックパズルF」などをプリインストールしている。
製品にはパソコンとの接続に用いるためのUSBケーブルや、マイクおよび音楽プレーヤー機能を操作できるボタンを装備したイヤホンジャック変換（平形→ステレオミニプラグ）アダプタが標準で付属している。
富士通製ドコモ90xiシリーズでは、この機種以降はヨコモーションを全て採用している。ただし、ヨコモーションに回転方式は変更され、シャープのアクオスケータイの回転方式と同じものを採用。そのため、丸形のデザインから四角になっている。
映画 (HERO) で、色 (Rosso) のF903iに被告のアリバイを崩す決定的証拠(火災現場にいた被告)が撮影されており、物語の流れを大きく変えた。
| 主な対応サービス           | 主な対応サービス                    | 主な対応サービス         | 主な対応サービス                       |
| -------------------------- | ----------------------------------- | ------------------------ | -------------------------------------- |
| DCMX／おサイフケータイ     | うた・ホーダイ                      | 着うたフル／着うた       | デジタルオーディオプレーヤー(WMA)(AAC) |
| 直感ゲーム／メガiアプリ    | Music&Videoチャネル／ビデオクリップ | 3Gローミング             | プッシュトーク                         |
| FOMAハイスピード           | GPS／ケータイお探し                 | デコメール／デコメ絵文字 | iチャネル                              |
| 着もじ                     | テレビ電話／キャラ電                | 電話帳お預かりサービス   | フルブラウザ                           |
| おまかせロック／バイオ認証 | 外部メモリー／iモードコンテンツ移行 | トルカ                   | iC通信／iCお引越しサービス             |
| きせかえツール／マチキャラ | バーコードリーダ／名刺リーダ        | 2in1                     | エリアメール                           |

## メーカーによる宣伝
テレビコマーシャル及びカタログには、SMAPの木村拓哉が出演。中世風の衣装で馬に乗り、分かれ道で「マーガレット」と叫ぶという、ヨコモーション機能を強調したCMとなっている。これまで富士通のパソコン・FMVシリーズのCMに出演していたが、携帯電話へのCM出演は初めてとなった。

## 歴史
- 2006年8月21日 - 電気通信端末機器審査協会 (JATE)通過
- 2006年8月28日 - 技術基準適合証明 (TELEC) 通過
- 2006年10月12日 - D903i・D903iTV・F903i・F903iX HIGH-SPEED・N903i・N902iL・P903i・P903iTV・P903iX HIGH-SPEED・SH903i・SH903iTV・SO903i・SIMPURE L1・SIMPURE N1の開発が発表。
- 2006年11月14日 - 発売開始

## 不具合
2006年12月11日に以下の不具合の修正がソフトウェアの更新でなされた。
- F903i、D903iで撮影した画像を、サイズ変更などの画像編集を行わずに送信メールに添付した場合、その画像を添付したメールをFOMA「SH903i」で受信すると画像が表示されない
- 他の携帯電話からF903i、D903iへ空のグループフォルダが含まれる電話帳データを全件転送した後、グループフォルダの表示順序を入れ替えると全ての電話帳が開けなくなる
- HotmaiからF903i、D903iへ画像ファイル付きメールを送信する際、画像ファイルの選択手順を「添付ファイル」ボタン⇒「画像」ボタンの順で選択して送信すると、メール取得に失敗し、メールがiモードセンターに保存された未受信の状態となり、メールの送受信および受信BOXの閲覧ができなくなる

2007年4月6日に以下の不具合の修正がソフトウェアの更新でなされた。
- メール作成画面で特定の操作を行った場合、文字入力予測機能の「予測変換候補」に登録された変換学習データがリセットされる

2008年6月23日に以下の不具合の修正がソフトウェアの更新でなされた。
- iアプリDX以外のiアプリ利用時に、GPSで測位した位置情報が通知できてしまう場合がある